# Florian Silbereisen
Florian Bernd Silbereisen (Tiefenbach, 4 agosto 1981) è un cantante, musicista, conduttore televisivo e attore tedesco.
Cantante professionalmente in attività sin da bambino, nel corso della sua carriera, ha pubblicato 18 album (di cui 9 in studio) e una ventina di singoli da solista e ha fatto parte del gruppo musicale Klubbb3. È inoltre un volto noto al pubblico televisivo come conduttore del programma Die Feste mit Florian Silbereisen (noto precedentemente come Feste der Volksmusik) e come attore protagonista nelle serie La nave dei sogni e La nave dei sogni - Viaggio di nozze.

## Biografia

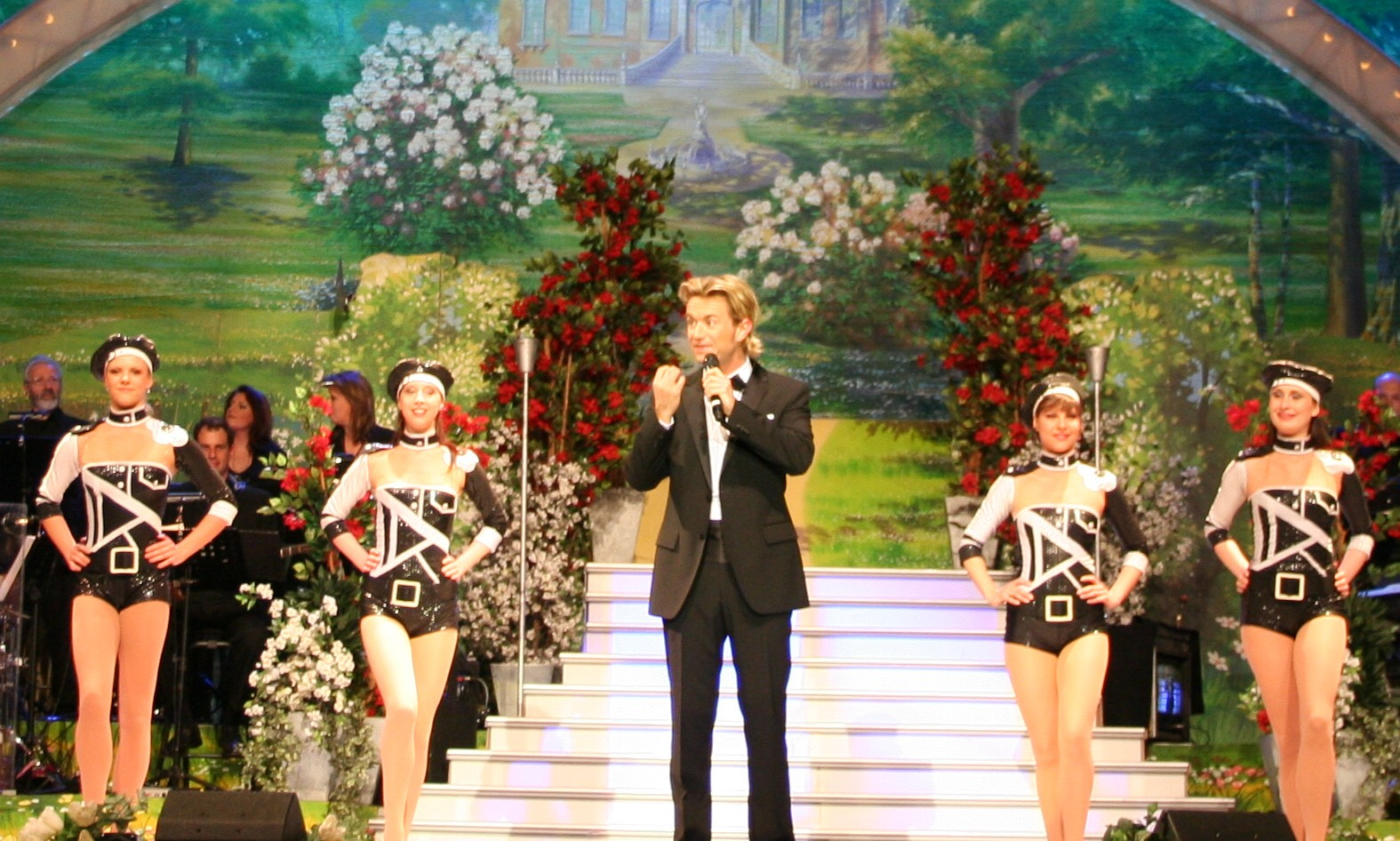
Florian Silbereisen nel 2008

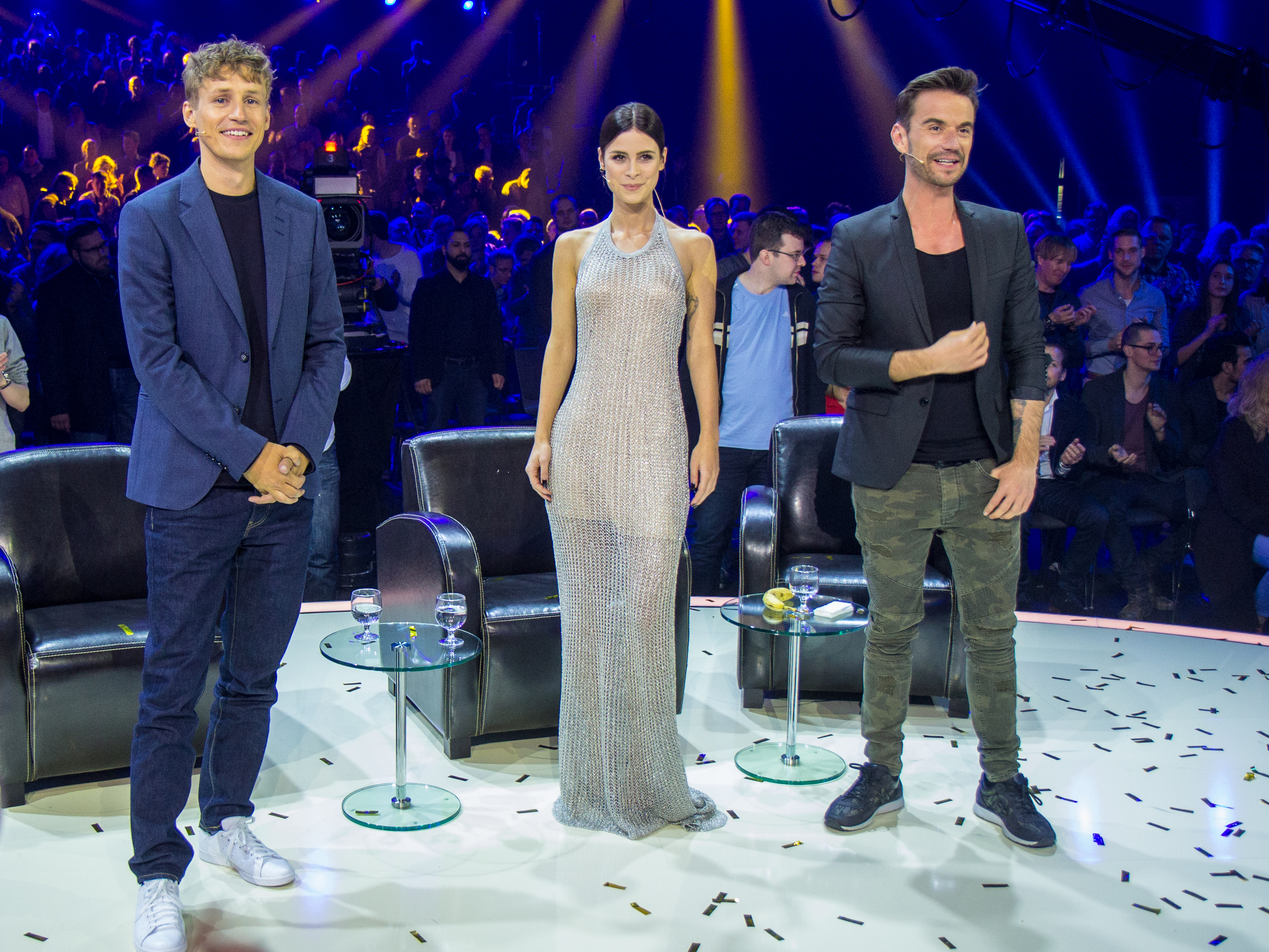
Florian Silbereisen assieme a Tim Bendzko e Lena Meyer-Landrut nel 2017

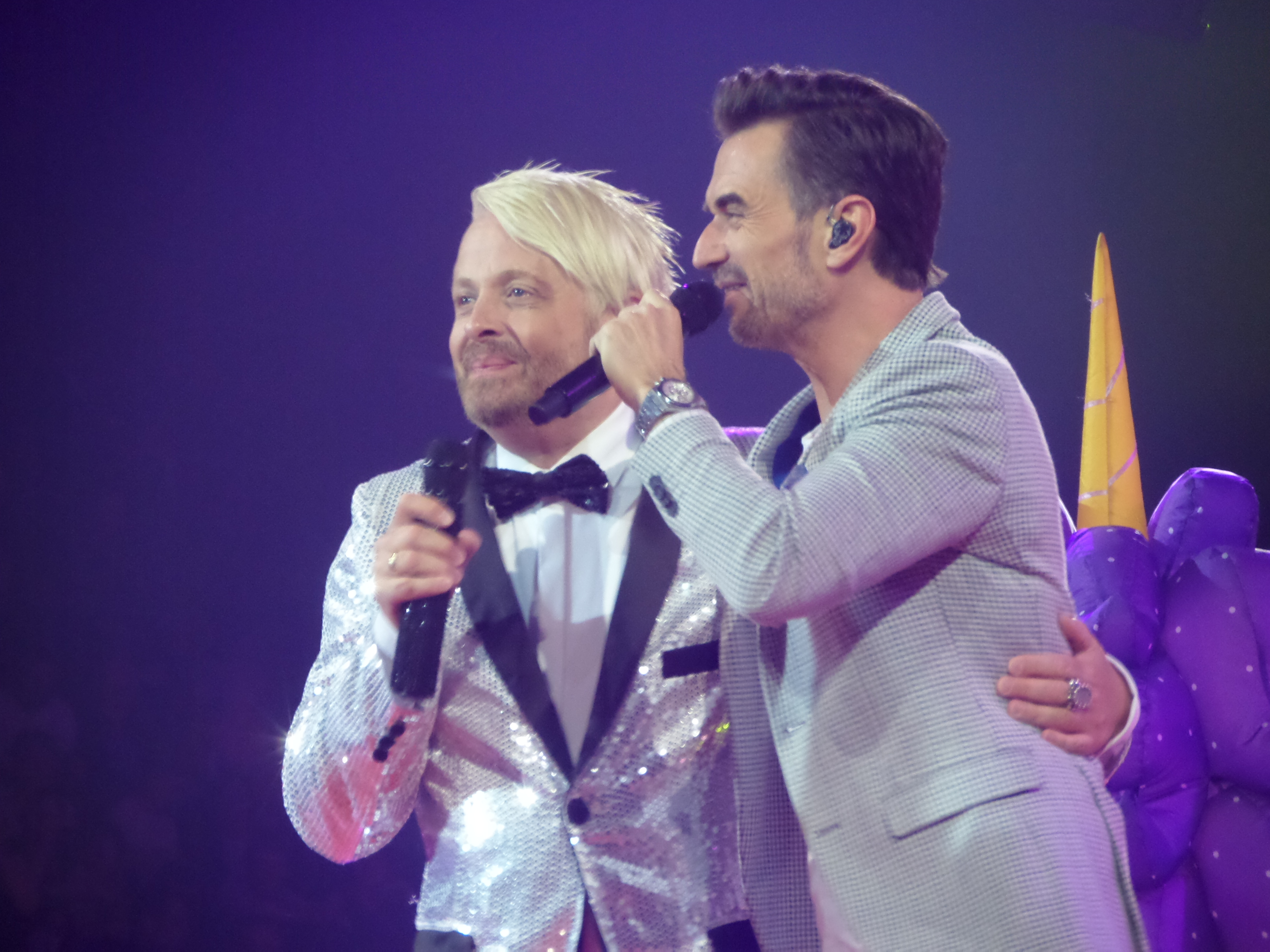
Florian Silbereisen assieme a Ross Antony nel 2022

Florian Bernd Silbereisen nasce a Tiefenbach, in Baviera,  il 4 agosto 1981.
Da bambino, si dedica allo studio di vari strumenti, prediligendo la fisarmonica  e a partire dall'età di 6 anni, fa parte del duo Lustige Almudler, con il quale diventa popolare partecipando a vari eventi folcloristici.
A nove anni, pubblica il suo primo album, intitolato Florian Silbereisen mit seiner Steierischen Harmonika  e l'anno seguente, partecipa al programma televisivo, condotto da Karl Moik, Musikantenstadl.  Nel 1992, riceve lo Herbert-Roth-Nachwuchwspreis come musicista solista e due anni dopo, pubblica quindi il suo secondo album, intitolato Mein allerbester Freund ist die Ziehharmonika.
In seguito, nel 1997, pubblica l'album Lustig Samma e l'anno seguente, partecipa con il brano Der Bär ist los, al Grand Prix der Volksmusik.
A partire dal 2004, diventa conduttore del programma televisivo musicale di ARD Die Feste der Volksmusik, programma che continuerà a condurre anche per i vent'anni successivi e che in seguito cambierà il proprio nome in Die Feste mit Florian Silbereisen. Successivamente, nel 2006, è protagonista, nel ruolo di Florian König, del film TV, diretto da Helmut Förnacher, König der Herzen. Nel 2005, conduce il programma Hochzeit der Volksmusik, dove si esibisce in duetto con la cantante Helene Fischer, allora non ancora famosa, con la quale avrà in seguito una relazione sentimentale.
Nel 2015, forma, assieme al cantante olandese Christoff De Bolle e al cantante olandese Jan Smit, il trio musicale Klubb3, gruppo che si scioglierà nel 2019, dopo essere stato eletto gruppo dell'anno. Con il gruppo, pubblica gli album Vorsicht unzensiert e Wir werden immer mehr! , il primo dei quali raggiunge il quarto posto delle classifiche in Germania.
Nel frattempo, nel 2016 si aggiudica il premio Bambi nella categoria "televisione" e l'anno seguente riceve il premio Goldene Henne per l'intrattenimento. Sempre nel 2017 entra nel cast della serie televisiva La nave dei sogni, dove interpreta il ruolo del capitano Max Parger.  Interpreta lo stesso ruolo, segnatamente dal 2019 al 2024, in 8 episodi dello spin-off La nave dei sogni - Viaggio di nozze.
Nel 2020, incide assieme all'ex-cantante dei Modern Talking Thomas Anders, il suo album di maggiore successo, Das Album, che raggiunge il primo posto delle classifiche in tre Paesi, Austria, Germania e Svizzera. Sempre con Anders, incide quattro anni dopo l'album Nochmal! , che raggiunge il primo posto delle classifiche in Germania, il secondo in Austria e il  terzo in Svizzera.

## Discografia da solista

### Album
- 1990 – Florian Silbereisen mit seiner Steierischen Harmonika
- 1993 – I möcht mei Lebtag a Lausbua bleib'n
- 1994 – Mein allerbester Freund ist die Ziehharmonika
- 1999 – Links a Mad'l, rechts a Mad'l
- 2000 – Das Beste der Volksmusik
- 2001 – Keine Party ohne uns
- 2003 – A bisserl was geht immer
- 2004 – Aber i find's guat
- 2004 – So began es...
- 2004 – Das kann nur Liebe sein
- 2004 – Die goldene Hitparade der Volskmusik
- 2006 – Das Beste
- 2007 – Star Edition
- 2007 – Das Beste von Florian Silberesein
- 2008 – Mein Adventsfest
- 2012 – Das große Jubiläums-Album
- 2020 – Das Album (con Thomas Anders)
- 2024 – Nochmal! (con Thomas Anders)

## Filmografia
- König der Herzen, regia di Helmut Förnacher - film TV (2006)
- La nave dei sogni  (Das Traumschiff) - serie TV, 22+ episodi (2017-…)
- La nave dei sogni - Viaggio di nozze (Kreuzfahrt ins Glück) - serie TV, 8 episodi (2019-2024)

## Programmi televisivi
- Musikantenstadl (1991)
- Die Feste der Volksmusik/Die Feste mit Florian Silbereisen (2004-…) - conduttore
- Hochzeichts der Volksmusik - conduttore
- Goldene Henne (2025) - conduttore

## Premi e nomination
- 1992: Herberth-Roth-Nachwuchspreis per musicisti solisti
- 2016: Premio Bambi nella categoria "televisione"
- 2017: Goldene Henne per l'intrattenimento